# Arte drag en Francia
El arte drag en Francia es tan antiguo como la cultura LGBT. Inicialmente limitados a cabarets como Madame Arthur y el Carrousel, los espectáculos de travestismo se difundieron durante la segunda mitad del siglo XX, hasta el punto de conocer una primera edad de oro a principios del siglo XXI. La práctica drag se volvió luego mucho más confidencial pero también mucho más comprometida políticamente, con la creación de las Hermanas de la Perpetua Indulgencia, antes de volverse popular nuevamente en la década de 2010, acompañando el éxito de RuPaul's Drag Race y Drag Race France. Esta popularidad tiene un efecto ambivalente: crea nuevas oportunidades económicas para las artistas y al mismo tiempo se centra en los aspectos más espectaculares, pero menos políticos, del drag.

## Historia

### Los orígenes: el cabaret travesti y trans (principios delsigloXX)

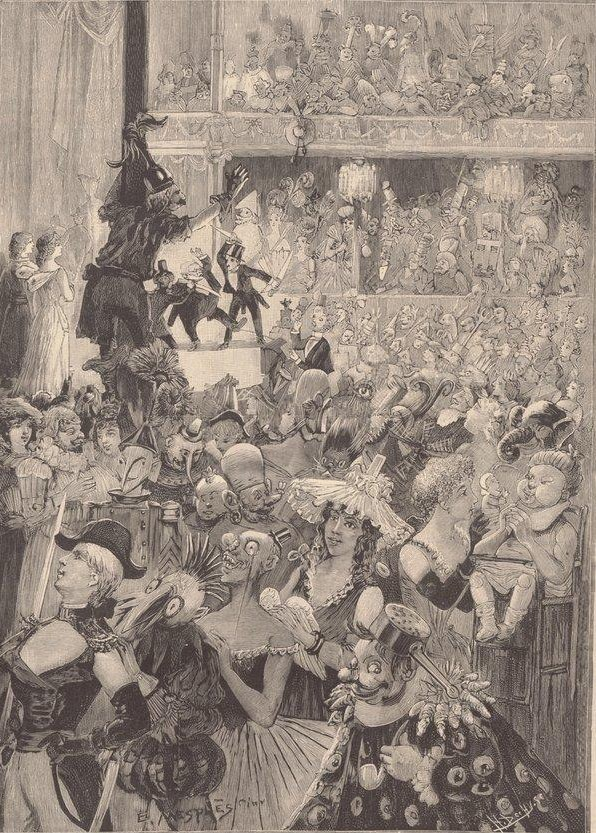
Bal des Incohérents, Folies Bergère, durante el Carnaval de París. Dibujo de Paul Eugène Mesplès en Le Monde illustré del 31 de enero de 1891

Es difícil trazar con exactitud los comienzos del drag en Francia como en otros lugares, ya que el travestismo y la performance son tradiciones más antiguas que el uso del término «drag» en el contexto francés y que las artistas drag reivindican afiliaciones con prácticas antiguas: así, Nicky Doll sitúa el inicio del drag francés con Chevalier d'Eon y más generalmente el gran refinamiento estético de la corte de Versalles, el periodista Apolline Bazin con el vodevil y el periodista Sofian Aissaoui con el cabaret.
Así, si la cultura drag en sentido estricto nació en Estados Unidos y ganó popularidad sobre todo en los años 1980, Francia experimentó a lo largo del siglo XX formas de travestismo teatral, ya sea en la cultura del cabaret de París a principios de siglo o a través de las acciones de las Mirabelles y las Gazolines en los años 1970. En esta cultura del cabaret, en particular en Madame Arthur y en el Carrousel, el travestismo se mezcla con la primera visibilidad de las mujeres transgénero en Francia. Otro cabaret, Elle et Lui, está dirigido a un público lésbico y presenta una mezcla de mujeres travestis, lesbianas butch y hombres trans. La ley de 1949 que prohibía a los artistas de cabaret actuar con pelucas, prótesis de pecho, vestidos o tacones significó que las mujeres trans se encontraron con más oportunidades laborales que los hombres travestis.

### Las reinas y las tías: de los años 1950 a los años 1970

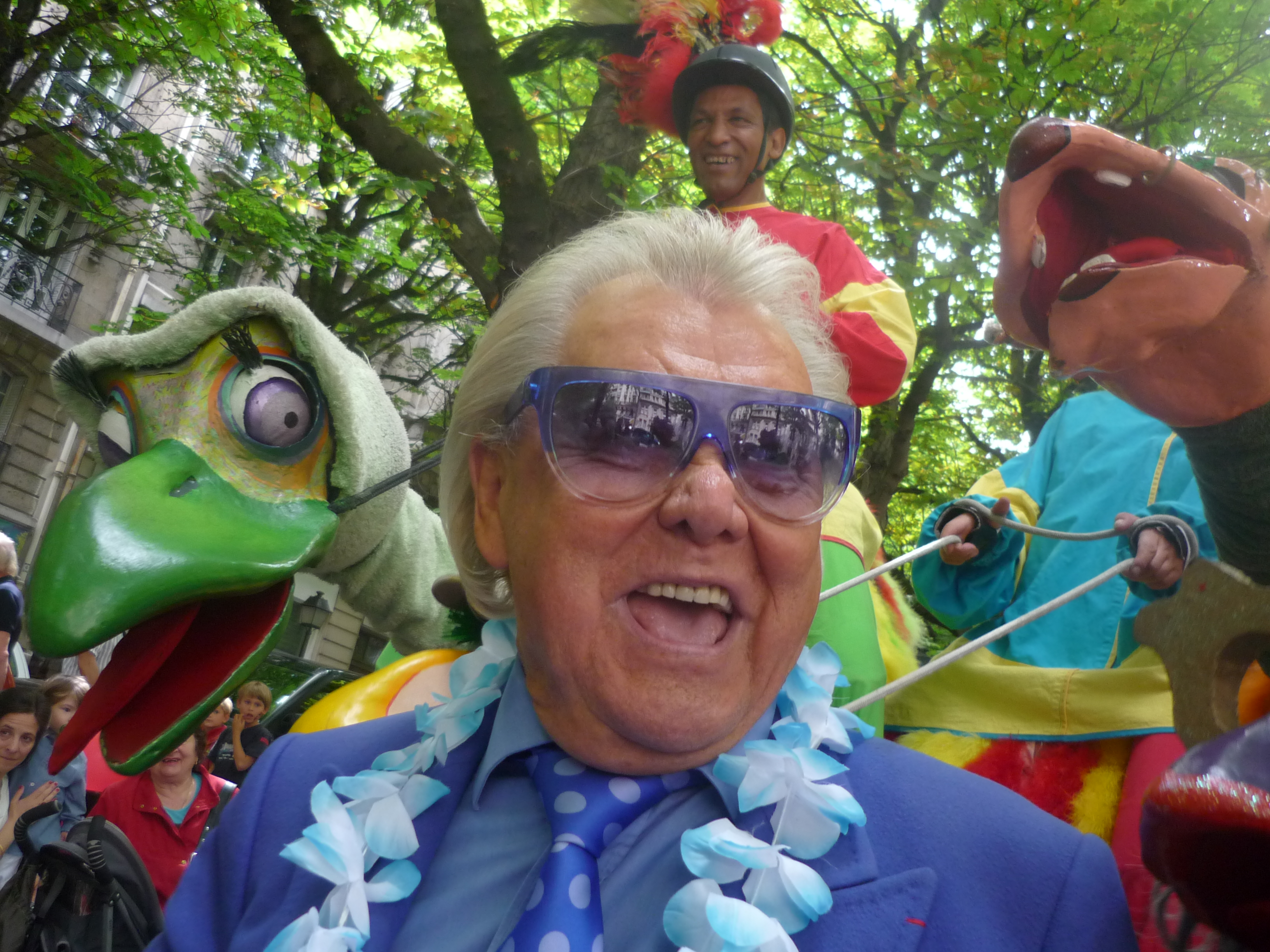
Michou, director del cabaret homónimo y figura del espectáculo travesti francés de la segunda mitad del siglo XX

La transición de «travesti"» a «drag queen» se realizó durante la segunda mitad del siglo XX, a través de «reine» (reina), un término usado tanto para referirse a un hombre homosexual como parte recurrente de los nombres de personajes drag:Así, Jean Genet, en su obra, crea los personajes de la «Reina de Rumania» y el «Reina Oriane». El cambio también permite liberar el vocabulario de la identidad del artista. Un travesti es necesariamente un hombre, mientras que una drag queen puede ser una mujer, como La Briochee, drag y mujer trans.
Tras el éxito de La Cage aux folles en los años 70, Alain Marcel decidió crear el musical Essayez donc nos pédalos para pintar un retrato más fiel y colectivo de la realidad de la homosexualidad masculina y la transidentidad a través de un espectáculo de travestismo. La obra se convirtió en un clásico de culto y se representó cientos de veces en Francia, pero también en Canadá, Bélgica y Suiza. La compañía Les Mirabelles también realizó espectáculos de travestismo durante la década de 1970, que Frédéric Martel describió más tarde como espectáculos de drag.

### Primera época dorada de lasdrag queensy surgimiento de losdrag kings: Década de 1980 y 1990

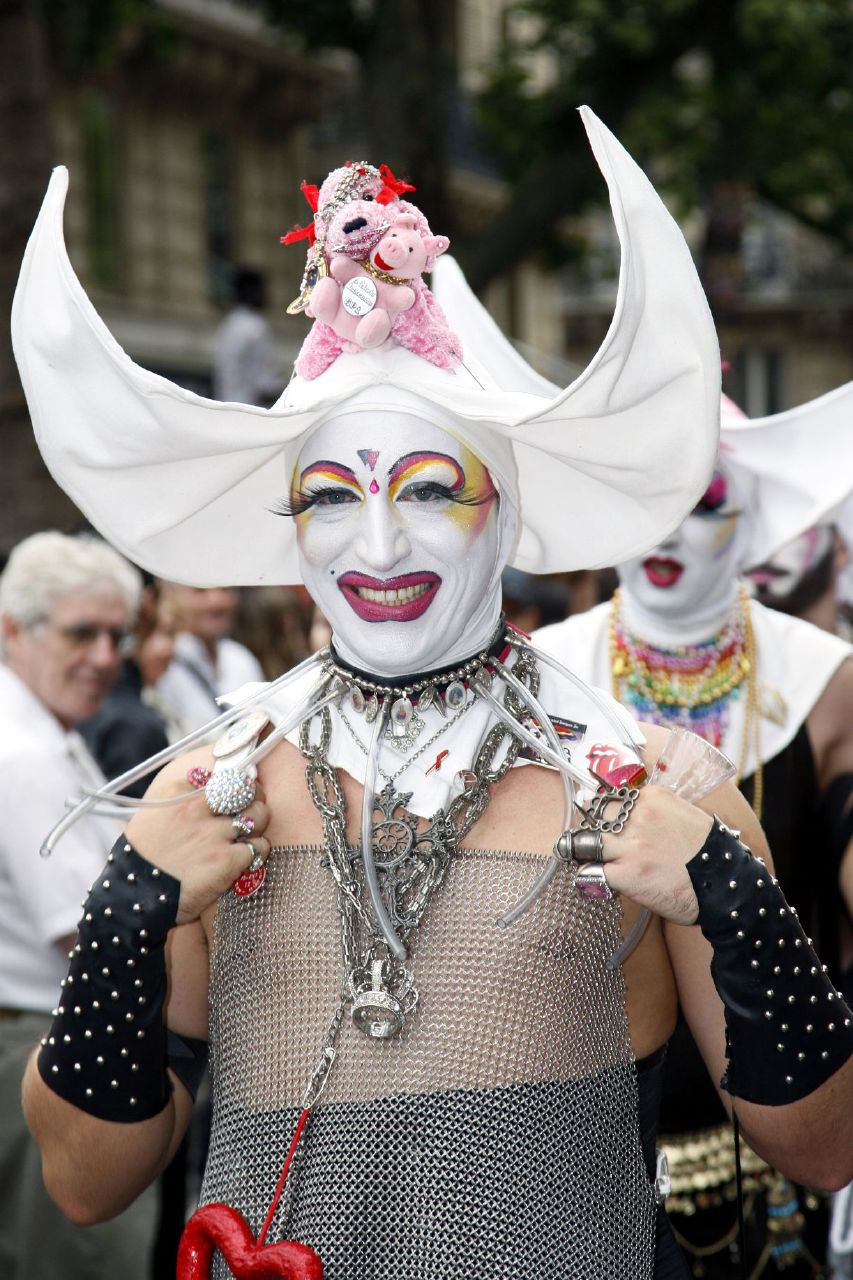
Soeur Innocenta, de las Hermanas de la Perpetua Indulgencia, en el Desfile del Orgullo de París de 2007

Si los cabarets travestis continuaron existiendo en la segunda mitad del siglo XX, el más famoso de los cuales fue el cabaret Michou en Montmartre, el desarrollo del drag en los años 1980 y 1990, particularmente en París, corresponde al espíritu liberal que reinaba entonces en el mundo nocturno. Las drag queens se organizan con su red local de amistades de peluquería, de estilismo, etc. Luego aparecen en las fiestas gay de la capital; Mercedes en las veladas de French Kiss en el Palace, Tyra y Tonya en el Banana Café, La Chose en el Gibus. El enorme éxito de la película Las aventuras de Priscilla, reina del desierto, estrenada en 1994, provocó una explosión en la popularidad de las drag queens, quienes podían cobrar hasta 1.500 francos por noche y son invitadas por televisión. El grupo Sister Queen creó el título Let me be a Drag queen y Mylène Farmer cantó Sans contrefaçon en concierto con bailarinas drag.
El drag de esta época se hacía con pocos recursos y las artistas conseguían sus suministros en los sex shops de Pigalle.
La publicación de El género en disputa, en el que Judith Butler utiliza el ejemplo del drag queen para teorizar la performatividad del género, corresponde a un cambio en el que el drag adquiere un aspecto más directamente político. Así, las Hermanas de la Perpetua Indulgencia, grupo militante internacional presente en Francia desde 1991, participan en todas las marchas del orgullo francés. Entre las Hermanas, como entre las drag queens de los años 1990, las cuestiones de visibilidad y la lucha contra el VIH/sida son centrales en la práctica drag. En 1994, Marianne James creó la comedia musical L'Ultima Récital, donde interpretó a la drag queen Ulrika von Glott, una diva nazi. Este personaje sirve en particular para denunciar el ascenso de la extrema derecha en Francia, en particular del Frente Nacional. Debido a la gran complexión de Ulrika, su «lenguaje refinado» y su popularidad entre el público gay y por lo tanto una confusión entre la práctica drag y el travestismo, circulan rumores de que Ulrika es en realidad interpretada por un hombre. Esta visibilidad no es bien recibida por todas las personas homosexuales. Desde una perspectiva de homonormatividad, acusan así a las drag queens de dar una imagen caricaturizada y afeminada de la homosexualidad.
Sin embargo, este aumento de popularidad de las drag queens está provocando que el mercado se quede sin fuerza. Cada vez más gente se involucra en el drag, a veces haciendo espectáculos gratis, lo que provoca una bajada en los honorarios de los artistas. Los espectáculos dirigidos a hombres heterosexuales adinerados utilizan artistas drag para someterlos a la homofobia de esta audiencia. Muchas drag queens están aprovechando este período de bajos ingresos para dejar de actuar temporalmente y completar su transición.
Con su aparición en Francia a mediados de los años 1990, la escena drag king sigue siendo bastante limitada en comparación con lo que puede ser en Londres o Estados Unidos. El primer taller de drag king en Francia tuvo lugar en París en junio de 2002 por iniciativa de Paul B. Preciado, a quien luego se unirán Sam Bourcier, Louis(e) de Ville, Camille Delalande, Victor Le Maure y Viktor Marzuk en París y Rachele Borghi y Arnaud Alessandrin en Burdeos. Estos talleres suelen estar vinculados a la comunidad lesbiana y feminista; en 2004 se celebró un taller de drag king en Violette and Co, seguido de un desfile de moda en Cineffable. Esta inclusión a veces es contradictoria, con demandas de excluir a los drag kings, acusados de difundir masculinidad tóxica, de eventos culturales o festivos lésbicos.
En la década de 2010, Chriss Lag dedicó dos documentales a los drag kings franceses, el primero específicamente a Louis(e) de Ville, portrait d’une bad girl!, y el siguiente, Drag Kings, de carácter más generalista.

### Renacimiento en las décadas de 2010 y 2020

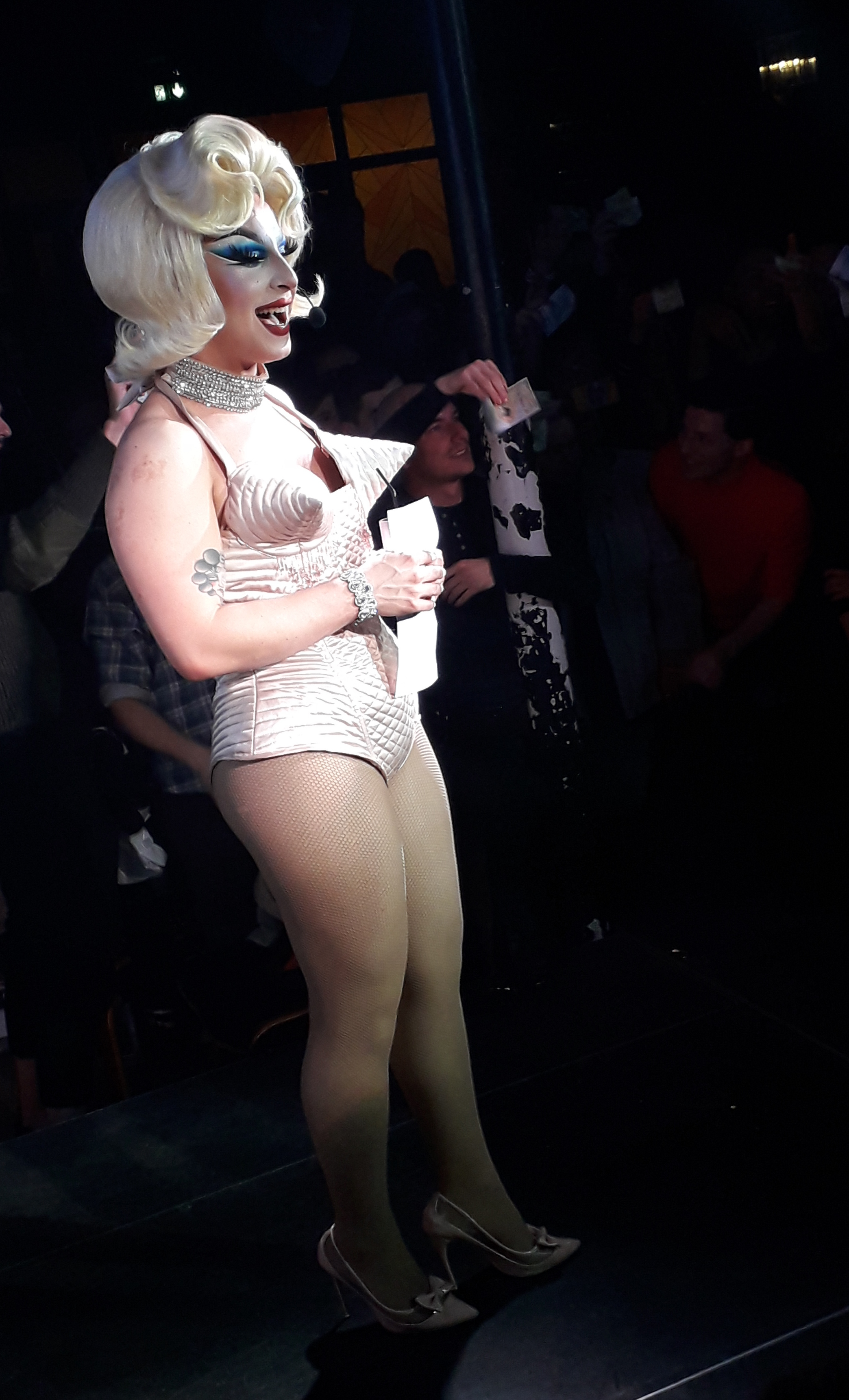
Cookie Kunty en el dragatón de París, 14 de abril de 2019. Lleva un atuendo inspirado en el corsé cónico de Madonna diseñado por Jean-Paul Gaultier, que también servirá de inspiración para el primer desfile de moda de la temporada 1 de Drag Race France.

La escena drag francesa renació gracias a la visibilidad aportada por el programa RuPaul's Drag Race, emitido en Francia por Netflix a partir de 2014. En 2020, Nicky Doll fue la primera drag queen francesa en participar, lo que permitió una mayor cobertura mediática del mundo de las drag queens en Francia. Algunas cadenas de televisión, como Arte o Canal+, ofrecen programas originales con artistas drag franceses, destacando así a las drag queens de fuera de los núcleos franceses (Lille, París o Lyon), permitiendo así el desarrollo de la escena drag en una parte más amplia del país, en particular Toulouse, Burdeos y Marsella. Esta evolución surge también de una necesidad dentro de la comunidad LGBT+ de ofrecer una fuerte visibilidad, en reacción al espacio mediático ocupado por La manif pour tous. De manera más compleja, es también una necesidad de contar con espacios festivos, positivos, para no limitar la sociabilidad LGBT+ a las manifestaciones, ya sea por el matrimonio igualitario o por la apertura de la lreproducción asistida a las parejas de lesbianas.
La difusión de la cultura drag va acompañada de su institucionalización. Municipios como Burdeos financian espectáculos de drag durante el Mes del Orgullo.
La práctica drag en la década de 2010 también está politizada en torno a la teoría queer, particularmente la noción de performance de género. Teresa de Lauretis, Judith Butler o el francés Sam Bourcier son invocados por las drag queens como referentes intelectuales y, recíprocamente, las drags que se inician en este mundo a través del travestismo encuentran en el entorno una circulación de ideas políticas que luego influyen en su práctica. Estas ideas se comparten luego con un público más amplio, a través de la organización DragQueer.
El resurgimiento del drag se centra en artistas que desempeñan el papel de «madres drag», que ayudan a las artistas en ciernes a construir una red y perfeccionar su oficio. Cookie Kunty desempeña este papel en París, Crystal Chardonnay en Lille, y Miss Martini en Marsella.

### DesdeDrag Race France

#### Democratización del drag

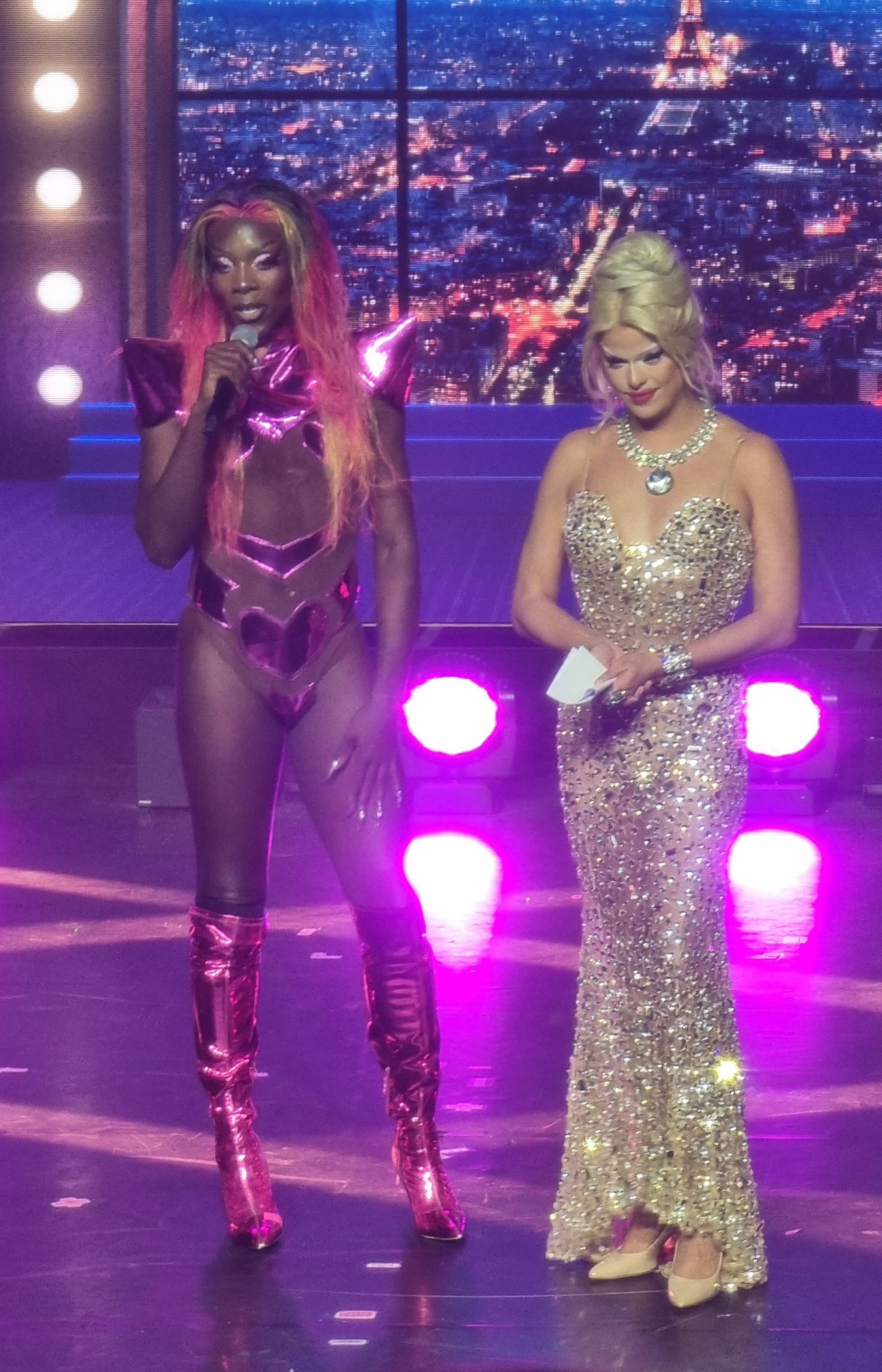
Keiona, ganadora de la temporada 2, junto a Nicky Doll, presentadora, durante la gira Drag Race France 2023 en el Folies Bergère

En junio de 2022, France Télévision estrenó Drag Race France, presentado por Nicky Doll, Kiddy Smile y Daphné Bürki, y con diez drag queens compitiendo por la corona: La Kahena, Lova Ladiva, La Briochee, Kam Hugh, Elips, La Big Bertha, Lolita Banana, La Grande Dame, Soa de Muse y Paloma. La edición francesa fue la primera que incluyó drag kings, aunque no fueron competidores. Once candidatas participaron en la siguiente temporada: Rose, Vespi, Kitty Space, Ginger Bitch, Moon, Cookie Kunty, Piche, Punani, Mami Watta, Sara Forever y Keiona; luego fueron diez candidatas para la temporada 3: Le Filip, Lula Strega, Perseo, Leona Winter, Ruby On The Nail, Misty Phoenix, Norma Bell, Edeha Noire, Magnetica y Afrodite Amour.
Muchas de estas artistas posteriormente emprendieron una carrera musical. Mientras que en Estados Unidos las concursantes producen música para bares gay, el público drag francés es ecléctico en cuanto a gustos musicales, lo que hace más difícil pasar de un arte a otro, pero también permite a las artistas explorar diferentes estilos. Así, Piche se dedica al rap, La Grande Dame al electro, Paloma al pop de los años 80 y Soa de Muse a producciones más experimentales.
Drag Race permite una democratización del drag: las artistas ya no son vistas en la calle como criaturas extrañas que despiertan hostilidad, sino que son identificadas más a menudo como «artistas drag».
Nicky Doll, Paloma y Piche, acompañadas por Giselle Palmer y Barbara Butch, participaron en la ceremonia de apertura de los Juegos Olímpicos de París 2024.
En mayo de 2024, Miss Martini se convirtió en la primera drag queen en portar la llama olímpica, seguida por Nicky Doll y luego Minima Gesté.

#### Hacia una pérdida del aspecto político deldrag
A pesar de las oportunidades económicas que ofrece una mayor visibilidad, otras artistas drag, en particular los drag kings, lamentan que el espectáculo solo presente una parte de este arte, que de repente se convierte en una norma a la que los artistas se someten. De esta manera, las especificidades de la escena king, como el rap y el stand-up, raramente mostrados en Drag Race, son abandonados en favor de lo que el show valora, especialmente el lipsync y las actuaciones físicas. Más allá de la performance, también se cuestiona la politización del drag. Enza Fragola cita el Café Beaubourg, un punto de encuentro parisino de fiestas para ver Drag Race, que no invita a artistas que emprenden acciones políticas, como las reinas de Sidragtion. Este fenómeno se ve reforzado por la diversificación del público, menos radical, que ve en el drag un entretenimiento y ya no un vector de mensajes políticos. Para algunas artistas, actuar en bares ya no es visto únicamente como un fin en sí mismo, sino como un trampolín para acceder al espectáculo.

#### Clima violento contra lasdrags

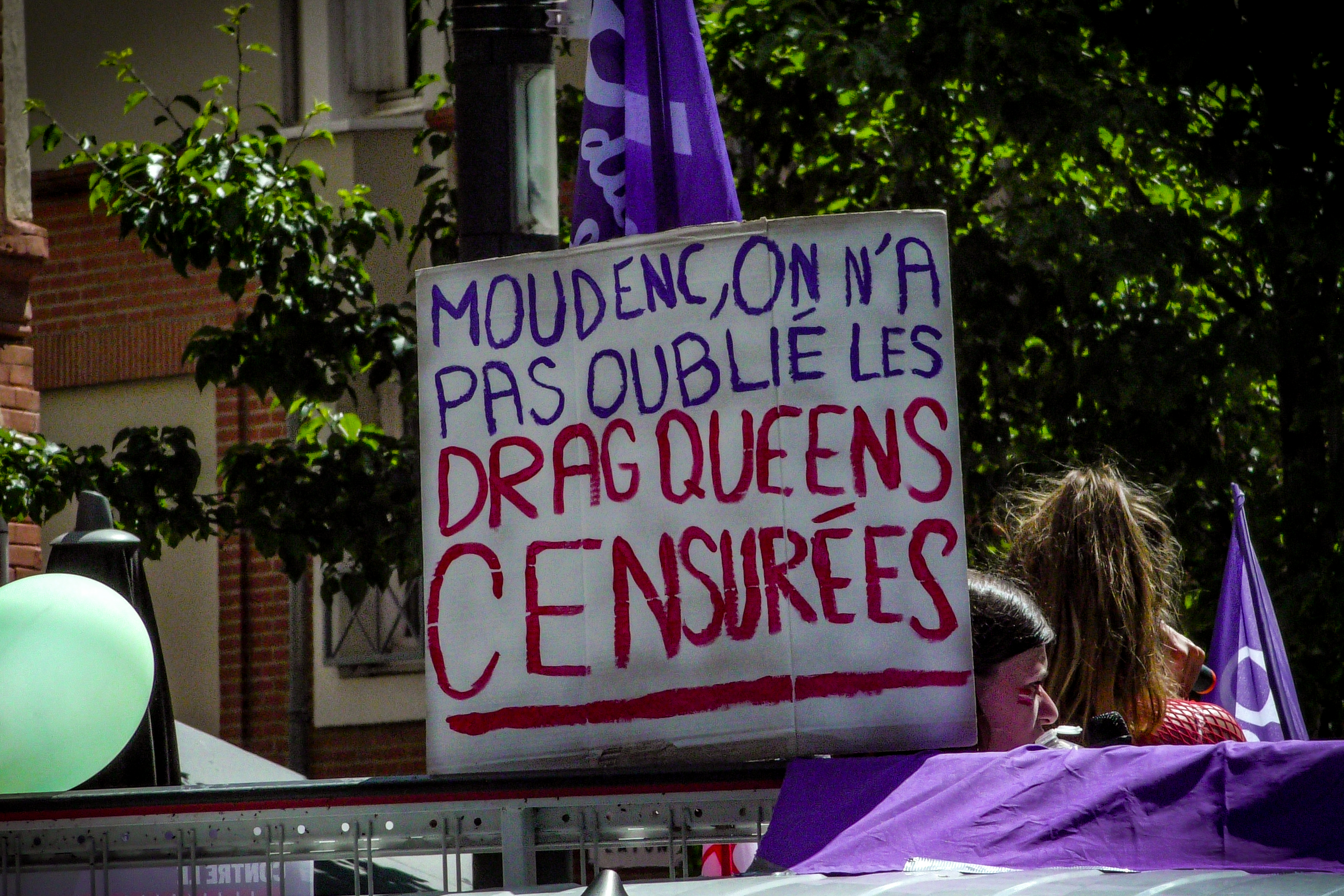
Cartel durante la marcha del Orgullo de Toulouse en junio de 2023 donde se lee: Moudenc, on n'a pas oublié les drag queens censurées (Moudenc, no nos hemos olvidado de las drag queens censuradas)

Además, esta creciente visibilidad no impide que se produzcan acciones en contra, a veces violentas. Las drag queens son atacadas en la calle, en Poitiers o París. La extrema derecha organiza campañas contra las lecturas de cuentos infantiles, utiliza la imagen de La Briochée de manera difamatoria y presiona al alcalde de Toulouse, Jean-Luc Moudenc, para que limite la lectura a los mayores de 18 años, vaciando así el evento de su significado. Se cancela una lectura de drag en Montpellier. Enza Fragola, quien hace lecturas de drag, limita la comunicación en torno a sus eventos para evitar controversias. En mayo de 2024, un bar de Nantes canceló un espectáculo drag debido a una presión similar, y la marcha del Orgullo de Fort-de-France fue cancelada utilizando la actuación de una drag queen como justificación.
En julio de 2024, un colectivo de 1000 artistas drag denunció este clima violento, al que se sumaron humillaciones en los medios de comunicación y violencia verbal a través de Internet y en la calle. Este aumento de la violencia coincide con la disolución de la Asamblea Nacional y el ascenso de la extrema derecha. Estas artistas conectan la protesta de las lecturas drag con el pánico moral en torno a las infancias trans.

## Condiciones económicas

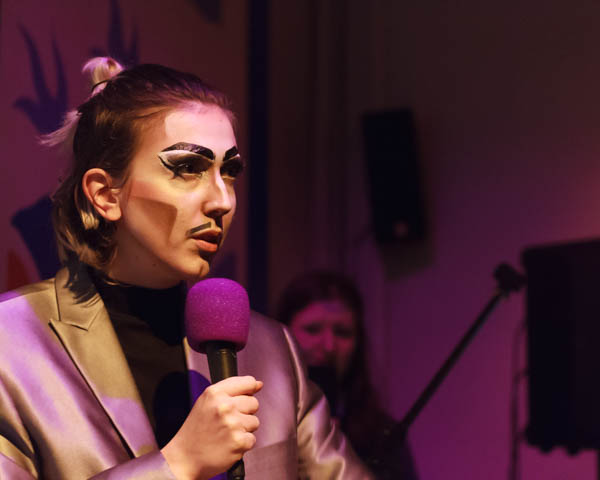
Stand-up del drag king Koria$$ en 2024 sobre la violencia sexista y sexual. La influencia de RuPaul's Drag Race hace que sus actuaciones, excluidas del show, como el stand-up y el rap, se encuentren invisibles en comparación con las drag queens y el lipsync.

El renacimiento drag es muy DIY, con muy pocos ingresos para las artistas, quienes generalmente se conforman con tener entrada gratuita a la noche con tickets para el consumo de alcohol. En los clubes, el drag toma la forma de baile gogó y juega el papel de animación en la noche, mientras que tiene un aspecto más central en los bares donde sirve como un medio para integrar al público. En estas condiciones, la remuneración se realiza mediante donaciones del público en locales con entrada gratuita, lo que permite a las personas queer precarias asistir a los espectáculos drag pero no garantiza a las artistas una compensación suficiente por sus gastos (maquillaje, pelucas) o su trabajo preparatorio. Este modelo, al ser además trabajo no declarado, no abre derechos al subsidio por desempleo, ni a la jubilación, ni a seguros ni a mutualidades.
La mayor visibilidad del drag tiene un efecto ambivalente. Por un lado, los artistas se organizan para hacer cumplir sus condiciones de trabajo y aparecen nuevas oportunidades que permiten a los artistas cobrar honorarios y, por lo tanto, obtener el estatus de artista intermitente. Por otra parte, esta visibilidad crea una situación competitiva, donde el aumento de las exigencias del público en cuanto a calidad y novedad encarece el drag, seleccionándose así a las artistas que cuentan con mayor capital económico inicial en detrimento de otras que no pueden permitirse gastar tanto en su arte. Se introduce también una lógica de selección, donde las drags ya no son seleccionadas por las ideas que defienden, sino por su rentabilidad y su capacidad de generar visibilidad.
Así pues, la escena drag francesa sigue siendo muy precaria. Apenas un puñado de drag queens francesas consiguen hacer del drag su principal fuente de ingresos, la mayoría realizan un trabajo complementario diario además de sus actuaciones. Esta acumulación se hace difícil por el tiempo que requiere hacer drag (viajes, ensayos, diseño de escenarios y confección de vestuario) pero también por el miedo a ser reconocida como drag queen por su empleador y luego sufrir homofobia en el trabajo.

## Memoria y archivos
Con este renacimiento surge también una reflexión sobre la memoria histórica y el archivo del drag francés, en línea con el trabajo más general de creación de un centro de archivo LGBTQI+ en París. Esto dio lugar a la creación de sitios web comunitarios que documentaban a las artistas drag en la escena francesa, así como a la multiplicación de trabajos e investigaciones publicados sobre el tema drag.